# ثيسمة جاوية
الثيسمة الجاوية (الاسم العلمي:Thismia javanica) هي نوع من النباتية تتبع جنس الثيسمة من الفصيلة الثيسمية.